# HD68292
HD68292 — хімічно пекулярна зоря спектрального класу B9, що має видиму зоряну величину в смузі V приблизно  7,5.
Вона  розташована на відстані близько 1336,7 світлових років від Сонця.

## Фізичні характеристики
Телескоп Гіппаркос зареєстрував фотометричну змінність  даної зорі з періодом    5,74 доби в межах від  Hmin= 7,53 до  Hmax= 7,46.

## Пекулярний хімічний склад
Зоряна атмосфера HD68292 має підвищений вміст 
Si
.